# Radikal 45
Das Radikal 45 mit der Bedeutung „Spross, Keim“ ist eines von 31 traditionellen Radikalen der chinesischen Schrift, die aus drei Strichen bestehen. 
Das Piktogramm stellt einen Keim dar, aus dessen senkrechtem Spross die Blüten sprießen. Das Radikal bedeutete ursprünglich junges Gras und war identisch mit dem linken Teil des Radikals 140 艸 (Gras). Heute ist es kein eigenes Schriftzeichen mehr.

## Schriftzeichenverbindungen, die vom Radikal 45 regiert werden
| Striche | Zeichen |
| ------- | ------- |
| +0      | 屮      |
| +01     | 屯      |
| +03     | 屰      |

 Im Unicodeblock Kangxi-Radikale ist das Radikal 45 unter der Codepointnummer 12.076 (U+2F2C) codiert.